# Better Dayz
Better Dayz is het achtste studioalbum en vierde postume album van rapper 2Pac. Het werd uitgebracht op 26 november 2002, en is zijn laatste dubbel-album. Het debuteerde op nummer 5 op de Billboard 200. 
Het album bestaat uit een verzameling van eerder uitgebrachte materiaal door middel van geremixte nummers van Tupacs periode bij Death Row Records, en werd geproduceerd door Johnny "J", Jazze Pha, Frank Nitty en EDI van Outlawz. Het beschikt over 23 niet eerder uitgebrachte opnames, waaronder remixes uit de periode van 1994-1996, met optredens van onder andere Nas, Outlawz, Mýa, Jazze Pha, Ron Isley, en Tyrese. Het omvat ook het lied "Military Minds" in samenwerking met Buckshot en Smif-N-Wessun (toen bekend als Cocoa Brovaz), leden van Boot Camp Clik, die deel uitmaken van het samenwerkingsverbands album tussen 2Pac en BCC dat One Nation zou heten, maar vanwege de dood van de rapper nooit officieel werd uitgebracht.  De hitsingle, "Thugz Mansion" bestaat in twee versies: de akoestische versie met Nas, waarop de muziekvideo is gebaseerd, en een hiphop versie met Anthony Hamilton. 
Het album verkocht 366.000 exemplaren in de eerste week. Op 31 januari 2003 werd het album dubbel platina verklaard door de RIAA. 

## Tracklist

### Disc 1
| Nr. | Titel                                                    | Producer(s)   | Duur |
| --- | -------------------------------------------------------- | ------------- | ---- |
| 1.  | Intro                                                    | 7 Aurelius    | 0:56 |
| 2.  | Still Ballin' (met Trick Daddy)                          | Johnny "J"    | 2:50 |
| 3.  | When We Ride on Our Enemies                              | Johnny "J"    | 2:54 |
| 4.  | Changed Man (met Johnta Austin, T.I. and Jazze Pha)      | Johnny "J"    | 3:52 |
| 5.  | Fuck Em All (met Outlawz)                                | Johnny "J"    | 4:26 |
| 6.  | Never B Peace (met E.D.I. en Kastro)                     | Johnny "J"    | 4:59 |
| 7.  | Mama's Just a Little Girl (met Kimma Hill)               | Johnny "J"    | 4:58 |
| 8.  | Street Fame                                              | Daz Dillinger | 4:30 |
| 9.  | Whatcha Gonna Do? (met Outlawz)                          | Johnny "J"    | 3:39 |
| 10. | Fair Xchange (met Jazze Pha)                             | Johnny "J"    | 3:52 |
| 11. | Late Night (met Outlawz en DJ Quik)                      | DJ Quik       | 4:18 |
| 12. | Ghetto Star (met Nutt-So)                                | Go-Twice      | 4:15 |
| 13. | Thugz Mansion (Acoustic Version) (met Nas en J. Phoenix) | Johnny "J"    | 4:13 |

### Disc 2
| Nr. | Titel                                                                          | Producer(s)           | Duur |
| --- | ------------------------------------------------------------------------------ | --------------------- | ---- |
| 1.  | My Block (Remix)                                                               | Easy Mo Bee           | 5:22 |
| 2.  | Thugz Mansion (met Anthony Hamilton)                                           | Johnny J              | 4:07 |
| 3.  | Never Call U Bitch Again (met Tyrese)                                          | Johnny J              | 4:38 |
| 4.  | Better Dayz (met Ron Isley)                                                    | Johnny J              | 4:17 |
| 5.  | U Can Call (met Jazze Pha)                                                     | Johnny J              | 3:49 |
| 6.  | Military Minds (met Cocoa Brovaz en Buckshot)                                  | Darryl “Big D” Harper | 5:29 |
| 7.  | Fame (met Outlawz)                                                             | Hurt M Badd           | 4:50 |
| 8.  | Fair Xchange (Remix) (met Mýa)                                                 | Johnny J              | 3:56 |
| 9.  | Catchin' Feelins (met Outlawz)                                                 | E.D.I. Mean           | 4:54 |
| 10. | There U Go (met Big Syke en Outlawz)                                           | Johnny J              | 5:30 |
| 11. | This Life I Lead (met Outlawz)                                                 | Johnny J              | 5:21 |
| 12. | Who Do U Believe In? (met Nanci Fletcher, Yaki Kadafi en Big Pimpin' Delemond) | Johnny J              | 5:30 |
| 13. | They Don't Give a Fuck About Us (met Outlawz)                                  | Johnny J, SR. Shakur  | 5:08 |
| 14. | Outro                                                                          |                       | 0:13 |

## Charts
| Jaar | Album       | Hoogste positie | Hoogste positie        | Hoogste positie           |
| ---- | ----------- | --------------- | ---------------------- | ------------------------- |
| Jaar | Album       | Billboard 200   | Top R&B/Hip Hop Albums | Nederlandse Album Top 100 |
| 2002 | Better Dayz | 5               | 1                      | 36                        |